# 群馬県議会
群馬県議会（ぐんまけんぎかい、英: Gunma Prefecture Assembly）は、日本の地方議会。群馬県の議決機関である。

## 概要

### 所在地
群馬県前橋市大手町1丁目1番1号

### 任期
任期は4年。但し、議会解散が実施されれば任期満了前であっても議員の任期は終了する。
- 2023年（令和5年）4月9日に実施された県議会議員選挙で当選した議員の任期は2023年（令和5年）4月30日から2027年（令和9年）4月29日までである[2]。

### 定数
現在の議員定数は50である。

### 選出方法
中選挙区制と小選挙区制で選出した。

### 委員会
- 議会運営委員会
- 図書広報委員会
- 常任委員会
  - 文教警察委員会
  - 産経土木委員会
  - 環境農林委員会
  - 厚生文化委員会
  - 総務企画委員会
- 特別委員会
  - 危機管理・エネルギーに関する特別委員会
  - 少子化対策・Well-beingに関する特別委員会
  - 交通・次世代産業振興に関する特別委員会
  - リトリート・温泉文化に関する特別委員会

### 事務局
- 議会事務局[3]
  - 総務課
    - 秘書室

  - 議事課
  - 政策広報課

## 会派
（令和7年7月24日現在）
| 会派名       | 議員数 | 党派         | 女性議員数 | 女性議員の比率(%) |
| ------------ | ------ | ------------ | ---------- | ----------------- |
| 自由民主党   | 30     | 自由民主党   | 2          | 6.67              |
| つる舞う     | 5      | 無所属       | 1          | 20                |
| リベラル群馬 | 4      | 立憲民主党   | 2          | 50                |
| 公明党       | 3      | 公明党       | 0          | 0                 |
| 日本共産党   | 2      | 日本共産党   | 1          | 50                |
| 群馬維新の会 | 1      | 日本維新の会 | 0          | 0                 |
| 無所属       | 1      | 無所属       | 0          | 0                 |
| 欠員         | 4      |              |            |                   |
| 現員         | 46     |              | 6          | 13.04             |

## 選挙区
現在の選挙区は以下の通り。
| 選挙区名             | 定数 | 市町村                                                                                   |
| -------------------- | ---- | ---------------------------------------------------------------------------------------- |
| 前橋市選挙区         | 8    | 前橋市                                                                                   |
| 高崎市選挙区         | 9    | 高崎市                                                                                   |
| 桐生市選挙区         | 3    | 桐生市                                                                                   |
| 伊勢崎市選挙区       | 5    | 伊勢崎市                                                                                 |
| 太田市選挙区         | 5    | 太田市                                                                                   |
| 沼田市選挙区         | 1    | 沼田市                                                                                   |
| 館林市選挙区         | 2    | 館林市                                                                                   |
| 渋川市選挙区         | 2    | 渋川市                                                                                   |
| 藤岡市・多野郡選挙区 | 2    | 藤岡市・多野郡上野村・多野郡神流町                                                       |
| 富岡市選挙区         | 1    | 富岡市                                                                                   |
| 安中市選挙区         | 2    | 安中市                                                                                   |
| みどり市選挙区       | 1    | みどり市                                                                                 |
| 北群馬郡選挙区       | 1    | 北群馬郡榛東村・北群馬郡吉岡町                                                           |
| 甘楽郡選挙区         | 1    | 甘楽郡下仁田町・甘楽郡南牧村・甘楽郡甘楽町                                               |
| 吾妻郡選挙区         | 2    | 吾妻郡中之条町・吾妻郡長野原町・吾妻郡嬬恋村・吾妻郡草津町・吾妻郡高山村・吾妻郡東吾妻町 |
| 利根郡選挙区         | 1    | 利根郡片品村・利根郡川場村・利根郡昭和村・利根郡みなかみ町                               |
| 佐波郡選挙区         | 1    | 佐波郡玉村町                                                                             |
| 邑楽郡選挙区         | 3    | 邑楽郡板倉町・邑楽郡明和町・邑楽郡千代田町・邑楽郡大泉町・邑楽郡邑楽町                   |

- 2007年（平成19年）4月8日に実施された県議会議員選挙での選挙区は、現在の前橋市選挙区が前橋市・勢多郡選挙区（前橋市に編入された旧勢多郡富士見村が存在したため）となっており、また高崎市に編入される前の旧多野郡吉井町と他の多野郡1町1村で多野郡選挙区（定数1）が設置されていた。旧吉井町の高崎市編入に伴い、2007年時点で高崎市選挙区（定数8）、藤岡市選挙区（定数2）、多野郡選挙区（定数1）だったものが、高崎市選挙区（定数9）、藤岡市・多野郡選挙区（定数2）に再編された。

## 議員報酬と諸手当
| 役職   | 報酬            | 期末手当         | 政務活動費                       | 合計支給額        |
| ------ | --------------- | ---------------- | -------------------------------- | ----------------- |
| 議長   | 月額 98万0000円 | 年間 246万2250円 | 月額 30万0000円 会派所属議員対象 | 年間 1782万2250円 |
| 副議長 | 月額 92万0000円 | 年間 231万1500円 | 月額 30万0000円 会派所属議員対象 | 年間 1695万1500円 |
| 議員   | 月額 83万0000円 | 年間 208万5375円 | 月額 30万0000円 会派所属議員対象 | 年間 1564万5375円 |

- 「（群馬）県議会議員の議員報酬等支給条例」により規定。[10][注 1]
- 「群馬県政務活動費の交付に関する条例 第3条」会派毎（議員個人毎の支給無し）に、一か月当たり、30万円に当該会派の所属議員数を乗じて得た額とする。（一部抜き書き）により規定。[11]

## 選挙
- 2019年（平成31年）4月7日 - 2019年群馬県議会議員選挙（第19回統一地方選挙）
- 2023年（令和5年）4月9日 - 2023年群馬県議会議員選挙（第20回統一地方選挙）

## 主な県議出身者

### 国会議員

#### 現職
- 笹川博義（衆議院議員）
- 長谷川嘉一（衆議院議員）
- 福重隆浩（衆議院議員）
- 清水真人（参議院議員）

#### 元職
- 五十嵐吉蔵（元衆議院議員）
- 石関貴史（元衆議院議員）
- 岡部周治（元衆議院議員）
- 久保田円次（元衆議院議員）
- 熊川次男（元衆議院議員）
- 栗原俊夫（元衆議院議員、元参議院議員）
- 桑原功（元衆議院議員）
- 田邊誠（元衆議院議員）
- 長谷川四郎（元衆議院議員）
- 増田連也（元衆議院議員）
- 宮崎岳志（元衆議院議員）
- 谷津義男（元衆議院議員）
- 木檜三四郎（元参議院議員[注 2]）
- 近藤英一郎（元参議院議員）
- 竹腰徳蔵（元参議院議員）
- 角田義一（元参議院議員）
- 最上進（元参議院議員）
- 山本富雄（元参議院議員）

### 帝国議会議員
- 荒井啓五郎（元衆議院議員）
- 荒川高三郎（元衆議院議員）
- 飯塚春太郎（元衆議院議員）
- 今井今助（元衆議院議員）
- 金井貢（元衆議院議員）
- 木村寅太郎（元衆議院議員）
- 木暮武太夫（元衆議院議員）
- 斎藤寿雄（元衆議院議員）
- 塩谷眞康（元衆議院議員）
- 清水永三郎（元衆議院議員）
- 下村善右衛門（元衆議院議員）
- 須藤嘉吉（元衆議院議員）
- 関口志行（元衆議院議員）
- 関口安太郎（元衆議院議員）
- 高津仲次郎（元衆議院議員）
- 竹内鼎三（元衆議院議員）
- 土谷全次（元衆議院議員）
- 中島祐八（元衆議院議員）
- 根岸峮太郎（元衆議院議員）
- 萩原鐐太郎（元衆議院議員）
- 葉住利蔵（元衆議院議員）
- 畑桃作（元衆議院議員）
- 星野長太郎（元衆議院議員）
- 細野次郎（元衆議院議員）
- 真下珂十郎（元衆議院議員）
- 増田金作（元衆議院議員）
- 宮口二郎（元衆議院議員）
- 矢島八郎（元衆議院議員）
- 湯浅治郎（元衆議院議員）
- 江原芳平（元貴族院議員）
- 小暮英三郎（元貴族院議員）
- 本間千代吉（元貴族院議員）

### 知事・市長
- 大澤正明（公選第17-19代群馬県知事、第80代県議会議長）
- 清水一郎（公選第9-12代群馬県知事、第47代県議会議長）
- 小川晶（前橋市長）
- 山本龍（元前橋市長）
- 高木政夫（元前橋市長、第77代県議会議長）
- 萩原弥惣治（元前橋市長、第68代県議会議長）
- 江原桂三郎（元前橋市長、第12代県会議長）
- 荒木恵司（桐生市長）
- 亀山豊文（元桐生市長）
- 大澤善隆（元桐生市長）
- 臂泰雄（伊勢崎市長）
- 五十嵐清隆（元伊勢崎市長）
- 矢内一雄（元伊勢崎市長）
- 穂積昌信（太田市長）
- 清水聖義（元太田市長）
- 戸澤久夫（元太田市長）
- 星野已喜雄（元沼田市長）
- 多田善洋（館林市長）
- 須藤和臣（元館林市長、第98代県議会議長）
- 安楽岡一雄（元館林市長）
- 中島勝敬（元館林市長）
- 新井雅博（藤岡市長）
- 岩井賢太郎（元富岡市長、第76代県議会議長）
- 岩井均（安中市長、第89代県議会議長）
- 茂木英子（元安中市長）
- 岡田義弘（元安中市長）
- 中島博範（元安中市長）
- 須藤昭男（みどり市長、第88代県議会議長）
- 石原条（元みどり市長）

## 歴代議長
| 代 | 氏名         | 就任   | 備考           |
| -- | ------------ | ------ | -------------- |
| 1  | 宮崎有敬     | 1879年 |                |
| 2  | 湯浅治郎     | 1884年 |                |
| 3  | 天野宗忠     | 1890年 |                |
| 4  | 宮口二郎     | 1891年 |                |
| 5  | 野村藤太     | 1892年 |                |
| 6  | 高津仲次郎   | 1894年 | 就任同年に退任 |
| 7  | 野村藤太     | 1894年 |                |
| 8  | 高津仲次郎   | 1896年 |                |
| 9  | 高橋諄三郎   | 1898年 |                |
| 10 | 下城弥一郎   | 1899年 |                |
| 11 | 関根作三郎   | 1903年 |                |
| 12 | 江原桂三郎   | 1905年 |                |
| 13 | 星野源左衛門 | 1907年 | 就任同年に退任 |
| 14 | 高津仲次郎   | 1907年 |                |
| 15 | 芥川辰次郎   | 1911年 |                |
| 16 | 星野源左衛門 | 1912年 |                |
| 17 | 飯塚志賀     | 1915年 |                |
| 18 | 本島自柳     | 1919年 |                |
| 19 | 山田平太郎   | 1921年 |                |
| 20 | 森川抱次     | 1923年 |                |
| 21 | 青山徳太郎   | 1925年 |                |
| 22 | 林庸太郎     | 1926年 |                |
| 23 | 都木重五郎   | 1927年 |                |
| 24 | 金沢富三郎   | 1931年 |                |
| 25 | 星野元治     | 1935年 |                |
| 26 | 石井清       | 1939年 |                |
| 27 | 菅谷勘三郎   | 1941年 |                |

| 代 | 氏名         | 就任   | 備考           |
| -- | ------------ | ------ | -------------- |
| 28 | 金子金八     | 1947年 | 就任同年に退任 |
| 29 | 増田連也     | 1947年 |                |
| 30 | 高山和助     | 1949年 |                |
| 31 | 金子金八     | 1951年 |                |
| 32 | 白石邦太郎   | 1955年 |                |
| 33 | 平田吾郎     | 1957年 |                |
| 34 | 富沢勝五郎   | 1958年 |                |
| 35 | 近藤英一郎   | 1959年 |                |
| 36 | 小坂輝雄     | 1960年 |                |
| 37 | 岡田義正     | 1961年 |                |
| 38 | 飯塚国蔵     | 1962年 |                |
| 39 | 小笠原米一   | 1963年 |                |
| 40 | 浜名一雄     | 1965年 |                |
| 41 | 浅見一郎     | 1967年 |                |
| 42 | 飯塚喜和次   | 1969年 |                |
| 43 | 関川勝三郎   | 1970年 |                |
| 44 | 吉田茂平     | 1971年 |                |
| 45 | 古屋栄吉     | 1972年 |                |
| 46 | 高瀬茂郎     | 1973年 |                |
| 47 | 清水一郎     | 1974年 |                |
| 48 | 林辰衛       | 1975年 |                |
| 49 | 都丸英内     | 1976年 |                |
| 50 | 室田直忠     | 1977年 |                |
| 51 | 真下玄永     | 1978年 |                |
| 52 | 笠原秋雄     | 1979年 |                |
| 53 | 腰塚治男     | 1980年 |                |
| 54 | 五十嵐俊夫   | 1981年 |                |
| 55 | 久保田富一郎 | 1982年 |                |
| 56 | 高島照治     | 1983年 |                |
| 57 | 荒牧栄吉     | 1984年 |                |
| 58 | 石坂広枝     | 1985年 |                |
| 59 | 飯塚昌男     | 1986年 |                |
| 60 | 三宅正直     | 1987年 |                |
| 61 | 中村栄一     | 1988年 |                |
| 62 | 町田一三     | 1989年 |                |
| 63 | 松沢睦       | 1990年 |                |
| 64 | 福田作三     | 1991年 |                |
| 65 | 小金沢岩男   | 1992年 |                |
| 66 | 柳沢本次     | 1993年 |                |
| 67 | 橋爪和夫     | 1994年 |                |
| 68 | 萩原弥惣治   | 1995年 | 就任同年に退任 |
| 69 | 角田登       | 1995年 |                |
| 70 | 青木秋夫     | 1996年 |                |
| 71 | 浜名敏白     | 1997年 |                |
| 72 | 田島雄一     | 1998年 |                |
| 73 | 大林喬任     | 1999年 |                |
| 74 | 菅野義章     | 2000年 |                |
| 75 | 山口清       | 2001年 |                |
| 76 | 岩井賢太郎   | 2002年 |                |
| 77 | 高木政夫     | 2003年 | 就任同年に退任 |
| 78 | 矢口昇       | 2003年 |                |
| 79 | 中村紀雄     | 2005年 |                |
| 80 | 大澤正明     | 2006年 |                |
| 81 | 中沢丈一     | 2007年 |                |
| 82 | 腰塚誠       | 2008年 |                |
| 83 | 原富夫       | 2009年 |                |
| 84 | 関根圀男     | 2010年 |                |
| 85 | 南波和憲     | 2011年 |                |
| 86 | 松本耕司     | 2012年 |                |
| 87 | 久保田順一郎 | 2013年 |                |
| 88 | 須藤昭男     | 2014年 |                |
| 89 | 岩井均       | 2015年 |                |
| 90 | 星野寛       | 2016年 |                |
| 91 | 織田沢俊幸   | 2017年 |                |
| 92 | 橋爪洋介     | 2018年 |                |
| 93 | 狩野浩志     | 2019年 |                |
| 94 | 萩原渉       | 2020年 |                |
| 95 | 井田泉       | 2021年 |                |
| 96 | 星名建市     | 2022年 |                |
| 97 | 安孫子哲     | 2023年 |                |
| 98 | 須藤和臣     | 2024年 |                |
| 99 | 井下泰伸     | 2025年 |                |